# Gesonia concors
Gesonia concors är en fjärilsart som beskrevs av Walker 1866. Gesonia concors ingår i släktet Gesonia och familjen nattflyn. Inga underarter finns listade i Catalogue of Life.